# کرم ضدآفتاب
کِرِم‌های ضدآفتاب‌ که معمولاً با نام کِرِم آفتاب هم شناخته می‌شوند موادی هستند که با مالیدن آن‌ها بر روی سطح پوست، از آن در برابر اثرات مضر نور آفتاب محافظت می‌کنند و جهت جلوگیری از آفتاب‌زدگی استفاده می‌شود. کِرِم‌های ضدآفتاب می‌تواند به صورت لوسیون، اسپری، ژل، یا دیگر داروهای موضعی وجود داشته باشد این مواد با فرمول‌های گوناگونی ساخته می‌شوند و اگر درست مصرف شوند می‌توانند تا اندازه زیادی جلوی تأثیر پرتو فرابنفش آفتاب و اثرات منفی آن برپوست را بگیرند.
سازمان‌های پزشکی در ایالات متحده آمریکا از جمله انجمن سرطان آمریکا توصیه به استفاده از کرم‌های ضدآفتاب به دلیل کمک به پیشگیری از کارسینوم سلول سنگفرشی نموده‌اند. این در حالی است که برخی مشتقات به کار رفته در ترکیب کرم‌های ضدآفتاب از جمله اکسی‌بنزون و غیره، تأثیرات مخربی بر محیط زیست دریایی و آبزیان دارند و برای همین در ژانویه ۲۰۲۰ کشور پالائو به عنوان نخستین کشور اقدام‌کننده برای نجات مرجان‌ها و آب‌سنگ مرجانی که از جاذبه‌های گردشگری این کشور به‌شمار می‌روند استفاده از هرگونه کرم‌های ضدآفتاب را ممنوع اعلام کرده‌است.

## پیشینه
نخستین ضدآفتاب را یک شیمیدان استرالیایی به نام میلتون بلیک در سال ۱۹۳۲ (میلادی) ساخت. کرم ضدآفتاب نخستین بار به صورت گسترده در جنگ جهانی دوم مورد استفاده قرار گرفت. در آن زمان ارتش ایالات متحده مواد گوناگون را برای جلوگیری از سوختگی با نور آفتاب آزمایش می‌کرد.

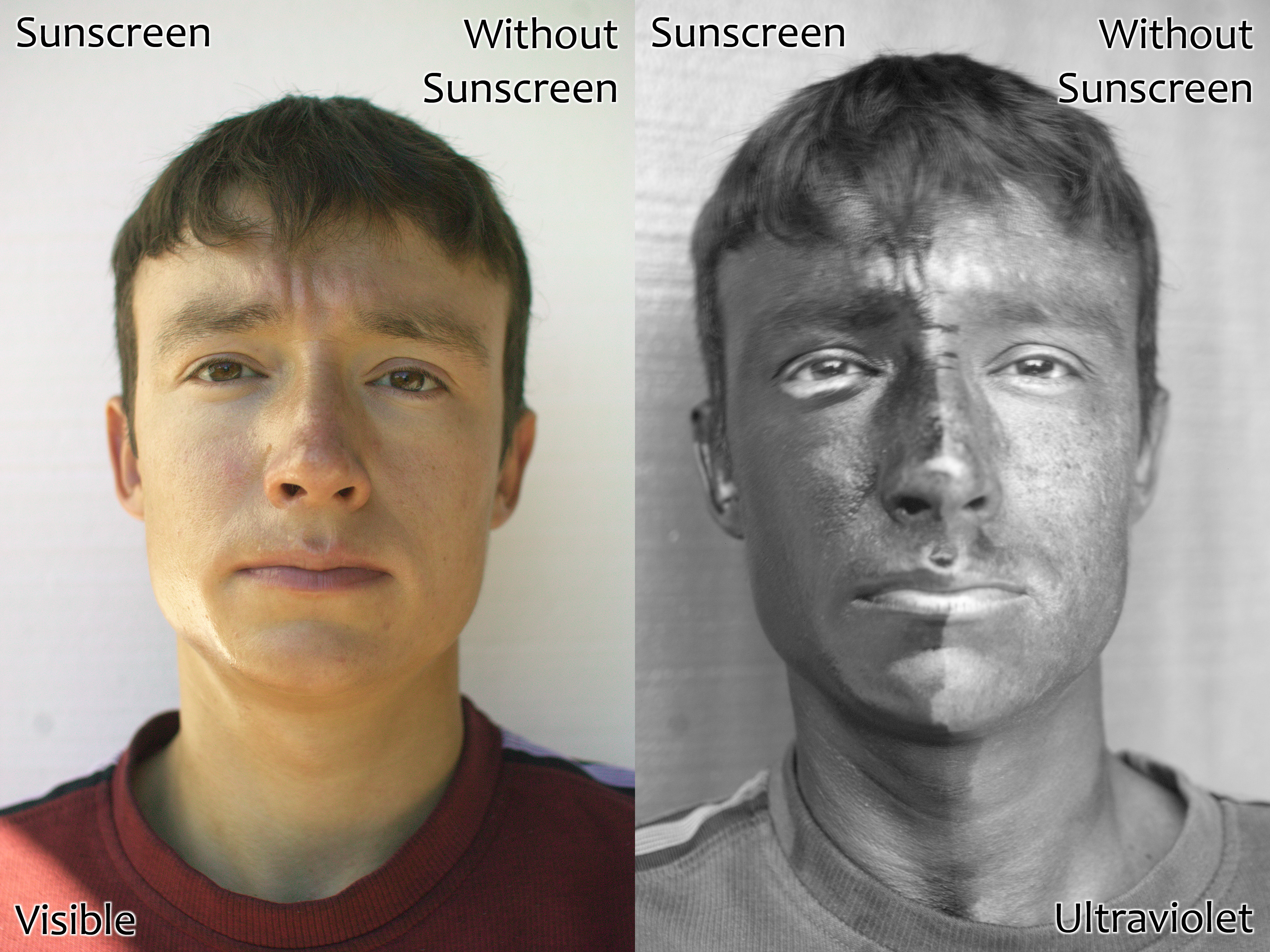
تصویر سمت چپ: استفاده از کرم ضدآفتاب فقط در نیمه سمت چپ چهره تصویر سمت راست: در نمایش پرتوگرافی UV سمت چپ چهره همان بخشی است که در آن از کرم ضدآفتاب استفاده گردید

## اثر نور آفتاب
نور آفتاب از طول موج‌های متفاوتی تشکیل شده‌است. پرتو فرابنفش طول موج خاصی از نور خورشید است که خود به دو قسمت A و B تقسیم می‌شود که هر دو آن‌ها برای پوست زیان‌بار هستند. پرتو فرابنفش گونه B در صورت تماس با پوست بر روی لایه خارجی پوست که اپیدرم نام دارد تأثیر می‌گذارد و باعث ایجاد آفتاب‌سوختگی می‌شود. این گونه از پرتو آفتاب نمی‌تواند از شیشه عبور کند و در نتیجه وقتی پنجره‌ها بسته باشند توسط شیشه جذب شده و وارد اتاق نمی‌شود.
نوع دیگر پرتو فرابنفش یعنی A به نواحی عمقی‌تر پوست نفوذ می‌کند و می‌تواند باعث آسیب‌های شدیدتری در پوست شود علاوه براینکه از شیشه هم عبور می‌کند. برای همین در یک اتاق با پنجره‌های بسته هم وجود دارد.
هم گونه A و هم گونه B با شکستن کلاژن پوست، ساخت رادیکال‌های آزاد و مهار سازوکارهای ترمیم پوست، می‌توانند باعث ایجاد کک‌ومک، چروک و از همه مهم‌تر سرطان پوست شوند.

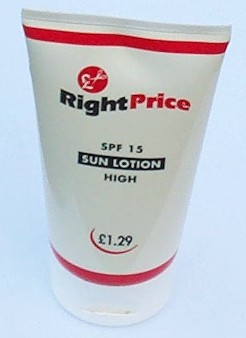

#### چگونه می‌توان از تأثیرات مخرب نور خورشید جلوگیری کرد؟
نور خورشید پرتوهای نامرئی فرابنفش را به زمین ارسال می‌کند که این پرتوها می‌توانند باعث آسیب رساندن به پوست شوند به همین دلیل باید از پوست در برابر نور خورشید محافظت کرد. مطمئن‌ترین روش برای محافظت از پوست اجتناب از قرار گرفتن در معرض نور آفتاب است. تا حد امکان در ساعاتی خورشید در وسط آسمان است از بیرون رفتن خودداری کنید. در برخی از نواحی جغرافیایی نور خورشید مستقیم تر می‌تابد و شما در ساحل، استخرهای روباز، دریاچه‌ها، اقیانوس، محیط‌های سرباز و حتی در برف بیشتر دچار آفتاب سوختگی خواهید شد. اگر در این محیط‌ها قرار دارید و از پوست خود محافظت نکرده‌اید احتمال آفتاب سوختگی پوست افزایش خواهد یافت. در صورتی که مجبور هستید بیرون بروید باید از نکات مرتبط با حفظ سلامت پوست پیروی کنید.

## انواع ضدآفتاب
ضدآفتاب یکی از مهمترین مراقبت‌های پوستی است که برای محافظت از پوست در برابر آفتاب و اشعه مضر UV ضروری است. هنگام انتخاب یک محصول ضدآفتاب، مهم است که انواع مختلفی که در دسترس هستند را در نظر بگیرید. در ادامه، به برخی از انواع رایج ضدآفتاب می‌پردازیم:
1. ضدآفتاب شیمیایی (Chemical Sunscreens): این نوع ضدآفتاب از ترکیبات شیمیایی مانند آووبنزون، اکسی بنزون و اکسی نیترات استفاده می‌کند. این ترکیبات با جذب اشعه UV تبدیل به گرما می‌شوند و پوست را از اثر مضر اشعه محافظت می‌کنند.
2. ضدآفتاب فیزیکی (Physical Sunscreens): این نوع ضدآفتاب از ترکیباتی مانند دیوتوم اکسید تیتانیوم و اکسید روی استفاده می‌کند. آن‌ها به عنوان یک لایه محافظ روی پوست قرار می‌گیرند و اشعه UV را با انعکاس یا پراکنش مستقیم از پوست دفع می‌کنند.
3. ضدآفتاب فیزیکی و شیمیایی (Physical-Chemical Sunscreens): این نوع ضدآفتاب ترکیبی، از ترکیبات شیمیایی و فیزیکی استفاده می‌کند. مثالی از آن آووبنزون به عنوان ماده شیمیایی و اکسید روی به عنوان ماده فیزیکی است.
4. ضدآفتاب معدنی (Mineral Sunscreens): این نوع ضدآفتاب محصولی است که تنها از ترکیبات معدنی مانند دیوتوم اکسید تیتانیوم و اکسید روی استفاده می‌کند. ضدآفتاب‌های معدنی به عنوان ضدآفتاب طبیعی شناخته می‌شوند و برای پوست حساس می‌توانند مناسب باشند.

این تقسیم‌بندی‌ تنها چند نمونه از انواع ضدآفتاب هستند و هر کدام از آن‌ها ممکن است ویژگی‌ها و مزایای خاص خود را داشته باشند. همچنین، برای انتخاب مناسب‌ترین ضدآفتاب برای پوست خود، به عواملی مانند نوع پوست، فصل سال، میزان فعالیت در فضای باز و سایر نیازهای شخصیتان توجه کنید. 

## اثرات ضدآفتاب‌ها
ضدآفتاب‌ها از خواص شیمیایی (جذب پرتو) یا فیزیکی (مسدود کردن پرتو) برای جلوگیری از نفوذ پرتو A و B آفتاب به پوست استفاده می‌کنند. توان آن‌ها در محافظت از نور آفتاب با واحد SPF (Sun Protection factor) بیان می‌شود.

## خوبی استفاده

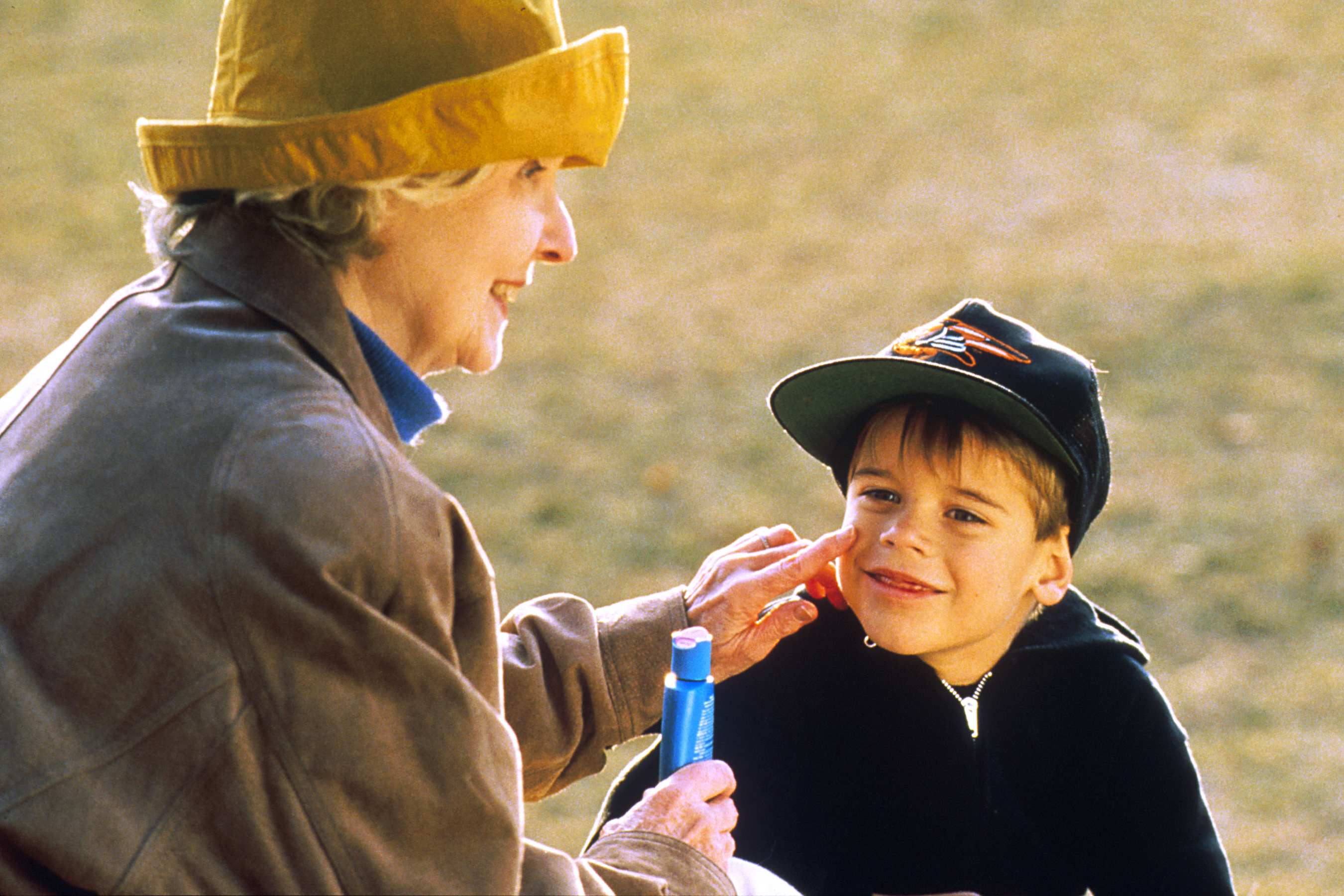
تصویر یک پسر که مادرش برای او کرم ضد آفتاب می مالد.

کرم‌های ضدآفتاب می‌توانند از ابتلا به عارضه ملانوما جلوگیری نمایند. همین‌طور می‌تواند در پیشگیری از کارسینوم سلول-سنگفرشی که گونه‌ای از سرطان‌های پوست می‌باشد مؤثر باشد. شواهد بسیار کمی هم از تأثیر کرم‌های ضدآفتاب در جلوگیری از سرطان سلول پایه‌ای وجود داردنازک شدن لایه اوزون، خطر تأثیرات منفی اشعه‌های فرابنفش خورشید بر پوست را افزایش داده‌است. ضدآفتاب سد راه این اشعه‌ها می‌شود و احتمال آفتاب سوختگی را کاهش می‌دهد. برای همین توصیهٔ اول متخصصان پوست انتخاب یک کرم ضدآفتاب خوب و استفاده روزانه از آن است.
کرم‌های ضدآفتاب، حداکثر محافظت از لایه‌های پوستی شما را در برابر تشعشعات زیان بار خورشید (UVA و UVB) را انجام می‌دهند. این محصولات ضدآب و ضد تعریق هستند و بسیار با دوام بوده و ماندگاری طولانی مدت دارند. همچنین دارای پوشانندگی بالای پوست و در عین حال بافتی نرم و سبک هستند. این کرم‌ها به حفظ رطوبت لایه‌های پوست شما کمک می‌کنند و مانع از پیری زودرس آن می‌شوند.